# Zaw Min Tun
Zaw Min Tun (* 20. Mai 1992 in Mandalay) ist ein myanmarischer Fußballspieler.

## Karriere

### Verein
Seinen ersten Vertrag unterschrieb er 2009 bei Magwe FC, einem Verein, der in Magwe beheimatet ist. Bis 2012 absolvierte er 71 Spiele für den Verein. 2013 wechselte er zu Yadanarbon FC. Hier lief er bis 2015 73 Mal auf. 2014 wurde er mit dem Verein Meister seines Landes. Zu Yangon United wechselte er im Jahr 2016. In seinem ersten Jahr in Yangon feierte er gleich die Meisterschaft mit dem Club. 2018 spielte er kurzfristig für den Chinland FC (Januar bis April). Anfang 2019 unterschrieb er in Chonburi einen Vertrag beim thailändischen Erstligisten Chonburi FC. Nach 20 Spielen wechselte er 2020 zum Ligakonkurrenten Sukhothai FC. Für den Verein aus Sukhothai stand er zehnmal in der ersten Liga auf dem Spielfeld. Am Ende der Saison stieg er mit Sukhothai als Tabellenvierzehnter in die dritte Liga ab. Nach dem Abstieg wechselte er zum ebenfalls aus der ersten Liga abgestiegenen Trat FC. Für den Klub aus Trat absolvierte er 19 Zweitligaspiele. Anfang Juli 2022 wechselte er in die erste Liga, wo er sich seinem ehemaligen Verein Chonburi FC anschloss. Für die Sharks bestritt er acht Erstligaspiele. Im Dezember 2022 wurde sein Vertrag nicht verlängert. Im gleichen Monat unterschrieb er in Malaysia einen Vertrag beim Erstligisten Penang FC. Nach 18 Erstligaspielen kehrte er Ende Dezember 2023 wieder nach Thailand zurück. Hier unterschrieb er in Nakhon Pathom einen Vertrag beim Erstligisten Nakhon Pathom United FC. Nach zwei Ligaspielen wurde sein Vertrag im Sommer 2024 nicht verlängert. Im August 2024 nahm ihn sein ehemaliger Verein, der Erstligaabsteiger Trat FC, unter Vertrag. Nach elf Ligaspielen wechselte er im Januar 2024 zu dem ebenfalls in der zweiten Liga spiolenden Bangkok FC.

### Nationalmannschaft
Am 21. März 2011 gab Tun sein Debüt für die myanmarische A-Nationalmannschaft während der AFC-Challenge-Cup-Qualifikation gegen die Philippinen (1:1). In den folgenden acht Jahren bestritt er insgesamt 73 Länderspiele, in denen er vier Mal traf. Von 2012 bis 2018 absolvierte der Innenverteidiger außerdem 26 Partien für diverse myanmarische Jugendauswahlen und erzielte dabei zwei Treffer. Mit der U-23 nahm er an den Asienspielen 2018 in Indonesien teil und kam dort in zwei Spielen zum Einsatz.

## Erfolge
Verein
- Myanmarischer Meister: 2014, 2015, 2018

Nationalmannschaft
- Philippine Peace Cup: 2014